# Мумии. Путешествие в вечность
«Мумии. Путешествие в вечность» (фр. Les Momies : Un voyage dans l'éternité; англ. Mummies: A Journey Through Eternity) — иллюстрированная монография 1991 года, посвящённая древнеегипетским мумиям и погребальным обрядам, а также истории открытия и исследования мумий. Она была написана Франсуазой Дюнан и врачом Рожером Лихтенбергом, будучи опубликованной в карманном формате издательством Éditions Gallimard в качестве 118-го тома своей коллекции Découvertes (известной как Abrams Discoveries в США, New Horizons в Великобритании и «Открытие» в России).

## Содержание
Основываясь на рентгенографическом и генетическом анализе тел, Франсуаза Дюнан и Роджер Лихтенберг суммируют исторические знания о мумиях и научные данные в этой небольшой книге, опубликованной в рамках серии «Археология» коллекции Découvertes Gallimard. Она создана в соответствии с традицией коллекции Découverte, основанной на обильной изобразительной документации и объединении визуальных документов и текстов, а также печати на мелованной бумаге. Французский журнал L’Express характеризует книги серии как «подлинные монографии, изданные как книги по искусству» или «графический роман». Книга содержит более 200 иллюстраций: рисунков, картин, скульптур, рентгеновских снимков мумий и т. п.
Книга представляет собой археологическое и антропологическое исследование принципов египетской мумификации и похоронных практик в Древнем Египте, которые египтяне разработали в начале Древнего царства и сумели сохранить вплоть до эпохи римского Египта (Фаюмские портреты) и даже первых веков христианского Египта.
«Мумии. Путешествие в вечность» начинаются с полноформатных фотографий девяти мумий из некрополя в Каср Душе, обнаруженных группой археологов из Французского института восточной археологии во главе с Дюнан. Фотографии с раскопок этого некрополя также занимают видное место в книге. Авторы подходят к теме с разных сторон, начиная с рассказа о появлении интереса к мумиям в западном мире (глава I, «Мумии выходят на свет»), который можно обнаружить как в трудах Геродота, так и в ходе египтомании, охватившей Европу в XIX веке, и заканчивая данными научных исследований XX века с применением радиологических методов (глава V, «Экспертный анализ»). Вторая глава («Создание лучшей мумии») рассказывает о том, как древние египтяне мумифицировали тело, а третью главу «К бессмертию» иллюстрируют древние картины, объясняющие обряды и верования, связанные с мумифицированием. В четвёртой главе «От вечной жизни к суровой реальности» рассказывается о ценных подношениях, которые древние египтяне делали своим умершим, и о прямом следствии этого: разграблении гробниц. В последней главе учёные приводят данные антропологических исследований.
Вторая часть книги, раздел «Документы», содержит сборник отрывков из некоторых древних документов и текстов исследователей XIX века, разделённый на пять частей:
- Погребальные обряды;
- Мумификация согласно Геродоту;
- Беспокойный конец
- Два сенсационных открытия
- Изучение мумий.

Книгу завершают хронологическая таблица, карта, библиография, список иллюстраций и указатель. «Мумии. Путешествие в вечность» была переведена на нидерландский, английский, итальянский, японский, русский, корейский, испанский, шведский и традиционный китайский языки.

## Отзывы
На ресурсе Babelio книга удостоилась средней оценки в 3,18 из 5 балов на основе 14 отзывов, на Goodreads — 3,91 из 5 в США на основе 23 оценок, 3,75 из 5 в Великобритании на основе 12 рецензий, то есть получив «в целом положительное мнение».
В рецензии на книгу для журнала Dialogues d’histoire ancienne (1992) французский историк Жорж Тат писал: «В пяти ёмких, ясных и великолепно иллюстрированных главах авторы представляют документ по этому вопросу, основанный на самых последних открытиях и освящающий все вопросы, которые только можно задать о мумиях... Великолепная работа, в которой интерес к тексту не ослабевает благодаря живому и ясному слову и иллюстрациям, отличающихся своим качеством и подкрепляющих текст, а иногда и вовсе его дополняющих».
Российский египтолог Виктор Солкин в своём отзыве о книге отмечал, что на фоне обилия литературы о древнеегипетских мумиях и погребальных обрядах, книга Ф. Дюнан и Р. Лихтенберга отличается простым и доступным языком, объясняющим суть такого сложного и в то же время столь увлекательного явления. Он также отмечает её качественное иллюстрирование. С другой стороны он сетует на плохое качество русского перевода книги.